# Indywidualne Mistrzostwa Europy na Żużlu 2009
Indywidualne Mistrzostwa Europy na Żużlu 2009 – cykl zawodów żużlowych, mających wyłonić najlepszych zawodników indywidualnych mistrzostw Europy w sezonie 2009. W finale zwyciężył Rosjanin Renat Gafurow.

## Finał
- Togliatti, 23 sierpnia 2009

| Msc. | Zawodnik             | Kraj     | Pkt   |             |  |
| ---- | -------------------- | -------- | ----- | ----------- |  |
| 1    | Renat Gafurow        | Rosja    | 13 +3 | (1,3,3,3,3) |  |
| 2    | Andrij Karpow        | Ukraina  | 13 +2 | (3,3,3,2,2) |  |
| 3    | Aleš Dryml           | Czechy   | 13 +1 | (2,3,2,3,3) |  |
| 4    | Ronnie Jamroży       | Polska   | 12    | (3,2,3,3,1) |  |
| 5    | Josef Franc          | Czechy   | 11    | (2,2,3,2,2) |  |
| 6    | Denis Gizatullin     | Rosja    | 9     | (3,1,1,1,3) |  |
| 7    | Matěj Kůs            | Czechy   | 8     | (1,0,2,2,3) |  |
| 8    | Siemion Własow       | Rosja    | 8     | (2,1,0,3,2) |  |
| 9    | Daniił Iwanow        | Rosja    | 6     | (0,3,1,2,w) |  |
| 10   | Siergiej Darkin      | Rosja    | 6     | (3,2,w,d,1) |  |
| 11   | Jevgēņijs Karavackis | Łotwa    | 4     | (2,0,0,0,2) |  |
| 12   | Maks Gregorič        | Słowenia | 4     | (0,1,2,1,w) |  |
| 13   | Mads Korneliussen    | Dania    | 4     | (d,2,0,1,1) |  |
| 14   | József Tabaka        | Węgry    | 4     | (1,w,2,1,0) |  |
| 15   | Władimir Dubinin     | Rosja    | 3     | (0,1,1,0,1) |  |
| 16   | Martin Málek         | Czechy   | 2     | (1,0,1,0,0) |  |

Bieg po biegu:
1. Gizatullin, Karavackis, Tabaka, Iwanow
2. Karpow, Dryml, Gafurow, Dubinin
3. Darkin, Franc, Kůs, Korneliussen (d)
4. Jamroży, Własow, Málek, Gregorič
5. Dryml, Jamroży, Gizatullin, Kůs
6. Gafurow, Darkin, Własow, Karavackis
7. Iwanow, Korneliussen, Dubinin, Málek
8. Karpow, Franc, Gregorič, Tabaka (w/u)
9. Gafurow, Gregorič, Gizatullin, Korneliussen
10. Franc, Dryml, Málek, Karavackis
11. Karpow, Kůs, Iwanow, Własow
12. Jamroży, Tabaka, Dubinin, Darkin (w/u)
13. Własow, Franc, Gizatullin, Dubinin
14. Jamroży, Karpow, Korneliussen, Karavackis
15. Dryml, Iwanow, Gregorič, Darkin (d)
16. Gafurow, Kůs, Tabaka, Málek
17. Gizatullin, Karpow, Darkin, Málek
18. Kůs, Karavackis, Dubinin, Gregorič (w)
19. Gafurow, Franc, Jamroży, Iwanow (w/u)
20. Dryml, Własow, Korneliussen, Tabaka
21. Bieg o złoty medal: Gafurow, Karpow, Dryml